# Peter Raue
Peter Raue (* 4. Februar 1941 in München) ist ein deutscher Rechtsanwalt, Notar, Kunstliebhaber und -förderer. Von 1977 bis 2008 war Raue Vorsitzender des Vereins der Freunde der Nationalgalerie. Seit 2005 ist Raue Honorarprofessor für Urheberrecht an der Freien Universität Berlin.

## Leben und Werk
Raue wuchs in München auf und machte dort sein Abitur. Weil sein leiblicher Vater Wolfgang Vrieslander in der Diktion der Nationalsozialisten ein Halbjude war, wurde seinen Eltern im Jahr 1941 die Eheschließung untersagt. Erst im Alter von 35 Jahren erfuhr Raue von der Identität seines Vaters. Von 1951 bis 1961 besuchte er das Gymnasium Icking (heute Rainer-Maria-Rilke-Gymnasium Icking). 1961 begann er an der Freien Universität Berlin mit dem Studium der Rechts- und Theaterwissenschaft sowie der  Philosophie. Bereits in seiner Jugend übernahm er gerne öffentlichkeitsliebende und eloquente Rednerrollen wie Klassensprecher, Schulsprecher und AStA-Vorsitzender ein. Doch die Bekanntschaft mit dem Ensemble des Hamburger Theaters, dem Deutschen Schauspielhaus, brachte ihn von seinem vormaligen Traum ab, Schauspieler zu werden. Seitdem lebt er in Berlin. Raue ist Mitglied in etwa 20 Förderkreisen von bedeutenden künstlerischen Einrichtungen. Seit ihrer Gründung unterstützt er auch die kulturpolitische Freya-von-Moltke-Stiftung.

### Recht
1965 absolvierte er sein 1. juristisches Staatsexamen, 1967 folgte seine juristische Promotion bei Karl August Bettermann. Seine erste Kanzlei als Anwalt mit dem Schwerpunkt auf dem Urheber-, Wettbewerbs- und Presserecht eröffnete er 1971. Zwischen 2001 und 2010 war er Seniorpartner der internationalen Sozietät Hogan & Hartson LLP mit Stammsitz in Washington. Im Rahmen der Fusion von Hogan & Hartson mit Lovells verließ Peter Raue die Kanzlei und gründete zusammen mit rund 40 weiteren Anwälten aus den Berliner und Münchner Büros von Hogan & Hartson eine eigene Kanzlei, die den Namen Raue LLP trägt.
Seit dem Sommersemester 1998 war er als Lehrbeauftragter an der FU Berlin tätig; vom Sommersemester 2005 an ist Raue Honorarprofessor für Urheberrecht.

### Recht und Kunst
Raue war in viele Gerichtsverfahren um bedeutende Kunst und prominente Künstler involviert. So vertrat er unter anderem Heiner Müller im Streit mit den Brecht-Erben und war auch an der Umwandlung der Berliner Philharmoniker in eine Stiftung beteiligt.
2002 vertrat er den Bild-Chefredakteur Kai Diekmann im sogenannten „Penis-Prozess“ gegen die Tageszeitung taz. Im langjährigen Streit um die Geschäftsführung des Suhrkamp Verlags vertrat Raue die Interessen der Mehrheitseignerin und Verlagsleiterin Ulla Unseld-Berkéwicz gegen den Minderheitsgesellschafter Hans Barlach.
2016 erstritt Raue das in der Club- und elektronischen Musikszene vielbeachtete sog. „Berghain-Urteil“, das den Berliner Techno-Club Berghain der Hochkultur zuschreibt. Das Berliner Finanzgericht folgt mit seinem Urteil vom 6. September 2016 (5 K 5089/14) der Auffassung des Berghain-Vertreters Raue und beurteilt die Auftritte der in der Techno- und Houseszene angesehenen DJs während der Klubnächte als musikalische Darbietungen von künstlerischer Bedeutung. Damit entfällt die bisher angesetzte hohe Umsatzsteuer von 19 Prozent; stattdessen gilt der ermäßigte Steuersatz von sieben Prozent wie auch für Theater, Museen und Konzerte.
Raue vertrat die Interessen des hochumstrittenen Theaterwissenschaftlers und Kurators Chris Dercon, der 2017 auf Initiative des damaligen Kulturstaatssekretärs Tim Renner (SPD) die Nachfolge von Frank Castorf als Intendant der Volksbühne Berlin antrat, dessen Vertrag aber bereits 2018 wieder beendet wurde.
2023 überprüfte Raue im Auftrag der Stiftung Humboldt Forum sieben anonyme Großspender und erteilte ihnen eine ideologische Unbedenklichkeitsbescheinigung.

### Kunst
Im Jahre 2002 überzeugte Raue den Direktor des Museums of Modern Art, Glenn Lowry, etwa 200 Gemälde aus der MoMA-Gemäldesammlung während der Renovierung des New Yorker Stammhauses nach Berlin als Ausstellung zu vergeben. Mit einer Rekordzahl von 1,2 Millionen Besuchern endete die verlängerte Ausstellung nach sieben Monaten im September 2004 und war damit die erfolgreichste Ausstellung in Europa seit vielen Jahren. Dieser Publikumserfolg verschaffte ihm den Spitznamen „Mr. MoMA“. Raue engagiert sich bundesweit in juristischer Hinsicht für Kunst und Kultur und ist seit Jahrzehnten eine der zentralen Persönlichkeiten des Berliner Kulturlebens.
Als die entsprechende Abteilung des Metropolitan Museums of Art im Sommer 2007 ebenfalls renoviert wurde, gelang es Raue erneut, für die Dauer der Umbauten (vier Monate) eine Sammlung von 150 Gemälden französischer Kunst des 19. Jahrhunderts in die Neue Nationalgalerie zu holen («Die schönsten Franzosen kommen aus New York»). Diese Ausstellung leitete für Raue auch seinen Abschied vom Vorsitz des Vereins der Freunde der Nationalgalerie nach 31 Jahren ein; er kündigte für 2008 seinen Rückzug aus dem Vorstand an. Am 10. März 2008 übernahm die frühere Kulturstaatsministerin Christina Weiss diese Aufgabe.
Im Berliner Büro der Kanzlei am Potsdamer Platz im Kollhoff-Tower präsentierte Raue 2004 600 Gemälde. Im Sommer 2016 war Raues Kunstsammlung im Zehlendorfer Haus am Waldsee erstmals öffentlich zu sehen.
Es gab Unterstützung dafür, dass Raue einmal das Amt des Berliner Kultursenators oder -staatssekretärs einnehmen würde. Doch Raue lehnte stets ab, da ihm ein politisches Amt immer Kritik einbringen würde, die er nicht ertragen könne.

### Familie
Raue hat zwei Kinder aus erster Ehe mit der Juristin und Kulturmanagerin Ursula Raue; bekannt wurde die Berliner Malerin Rebecca Raue. Seit Februar 2006 ist er mit Andrea Gräfin Bernstorff verheiratet.

## Auszeichnungen
- 2001: Bundesverdienstkreuz 1. Klasse
- 2005: Verdienstorden des Landes Berlin
- 2005: Berliner Bär (B.Z.-Kulturpreis)
- 2005: Großes Bundesverdienstkreuz
- 2014: Gloria-Artis-Medaille für kulturelle Verdienste in Silber „in Anerkennung seiner Verdienste um die Rückgabe von Kulturgütern, die während des Zweiten Weltkrieges in Polen verloren gingen.“[26]

## Mitgliedschaften
- Deutsche Vereinigung für gewerblichen Rechtsschutz und Urheberrecht (GRUR)
- Verein der Freunde der Nationalgalerie
- Förderverein der Hochschule für Musik „Hanns Eisler“ Berlin[27]
- Freundeskreis des Hebbel-Theaters e. V.
- Freya-von-Moltke-Stiftung für das Neue Kreisau (Kuratorium)
- Förderkreis Museum Berggruen e. V.
- Gesellschaft der Freunde von Bayreuth e. V.
- James-Simon-Stiftung, Vorsitzender
- Hochschulrat der Kunsthochschule Berlin-Weißensee (seit 2016)

## Schriften
- Literarischer Jugendschutz. Was kann nach dem Gesetz über die Verbreitung jugendgefährdender Schriften indiziert werden? Dissertation, Berlin 1969. Duncker & Humblot, Berlin 1970. (Berliner Abhandlungen zum Presserecht).
- Persönlichkeitsrechte. Die Verteidigung der persönlichen Rechte. Fischer; Heymanns, Frankfurt am Main 2002.
- Erinnerungen an „MoMA in Berlin“. In: Jahrbuch Preussischer Kulturbesitz. Jg. 41, 2004, ISSN 0342-0124, S. 161–164.
- Irene Bazinger und Peter Raue (Hrsg.): Wir Berliner! Prominente über Prominente. 33 x Bewunderung, Staunen, heimliche Liebe. Bastei Lübbe, Köln 2014, ISBN 978-3-86995-068-6, darin: Peter Raue über James Simon. Die Lust, Gutes zu tun. In: Google Bücher, S. 57–68.

## Filme
- Alles für die Kunst. Die Fernseh-Masterclass. Dokumentarfilm-Reihe in sechs Folgen je 43 Min., Deutschland, Frankreich, 2012, Produktion: DEF, arte, ZDF, Erstsendungen: ab 11. November 2012 bei arte, Inhaltsangabe von arte, (Memento vom 22. Januar 2016 im Internet Archive) mit Peter Raue als Jurymitglied.
- Die Kunst von Peter Raue. Fernseh-Reportage, Deutschland, 2016, 4:14 Min., Buch und Regie: Andreas Lueg, Produktion: rbb, Redaktion: Stilbruch, Erstsendung: 23. Juni 2016 bei rbb, Transkript von rbb.